# Parachute (banda)

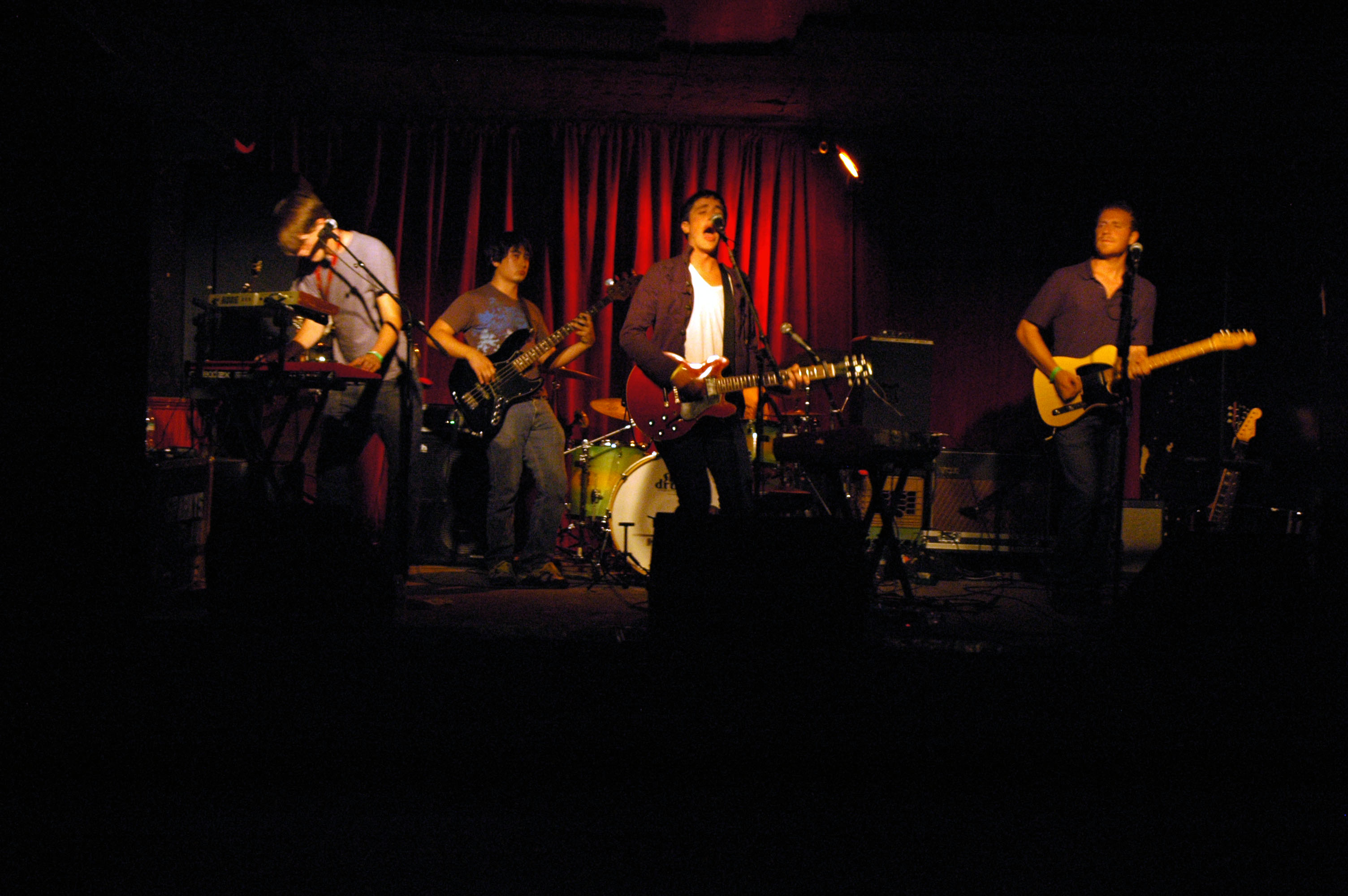
Parachute -Viver concerto no ano 2008

Parachute é uma banda de rock estadunidense de Charlottesville, Virgínia, que entrou para o Mercury/Island Def Jam Group em 2007 com o nome de "Sparky's Flaw", tornando-se Parachute somente em 2008. Depois dos membros concluírem a faculdade, começaram suas turnês com O.A.R., Switchfoot, Duffy, Matt Nathanson, e Jon McLaughin.
A banda teve duas música usadas para comerciais de TV da Nivea, "Under Control" e "She Is Love". Como parte da campanha da Nívea, na véspera de ano novo de 2008 a banda se apresentou com os Jonas Brothers e Taylor Swift no Times Square de Nova Iorque, diante de mais de um milhão de pessoas.
O álbum de estréia foi lançado em 19 de maio de 2009 e contou com produtores como John Shanks, John Fields, Dan Wilson e Chris Keup. Ainda no dia 12 de maio o álbum foi lançado exclusivamente no iTunes incluindo o Bonus Track "Strange World". Depois de lançar o CD Losing Sleep, Parachute programou turnês com 3 Doors Down, SafetySuit, Secondhand Serenade, Kelly Clarkson e The Veronicas.
Atualmente, a banda está em turnê com o Plain White T's.

## Membros
- Will Anderson - Vocal/Guitarra/Piano/Compositor
- Kit French - Saxofone/Teclado/Backing-vocal
- Alex Hargrave - Baixo
- Johnny Stubblefield - Bateria
- Nate McFarland - Guitarra/Backing-vocal

## Como Sparky's Flaw
- 2003 - Live From The Recording Studio
- 2005 - One Small Step
- 2007 - Sparky's Flaw EP

## Como Parachute
- 2009 - Losing Sleep
- 2011 - The Way It Was
- 2013 - Overnight

### Singles
- She Is Love
- Under Control
- The Mess I Made
- Ghost
- Blame It On Me
- The New Year
- All That I Am
- Back Again
- Winterlove
- Be Here
- Losing Sleep
- One Small Step
- Something To Believe In
- Stuck In The Middle
- Strange World
- Kiss Me Slowly
- She (For Liz)
- What Child Is This
- Words Meet Heartbeats
- Forever And Always

### Videoclipes
- She Is Love
- The Mess I Made
- Under Control
- Something To Believe In
- Kiss Me Slowly
- You And Me
- Can't Help